# Guigang, Guangdong
Guigang (kinesiska: 圭岗) är en köping i sydöstra Kina. Det ligger i Yangchun i staden Yangjiang i provinsen Guangdong,  omkring 180 kilometer sydväst om provinshuvudstaden Guangzhou. Antalet invånare är 34 147. Befolkningen består av 16 218 kvinnor och 17 929 män. Barn under 15 år utgör 22,0 %, vuxna 15-64 år 64 %, och äldre över 65 år 13,0 %.